# Arucas
Arucas est une commune de la communauté autonome des Îles Canaries en Espagne. Elle est située au nord de l'île de Grande Canarie dans la province de Las Palmas, à l'ouest de Las Palmas de Gran Canaria et au nord nord-est de Puerto Rico, la montagne dominant le sud de l'île.

## Géographie

### Localisation

Localisation de l'île de Grande Canarie dans les Îles Canaries.
Localisation d'Arucas dans l'île de Grande Canarie.

| Moya   | Océan Atlantique |                            |
| Firgas | Arucas           | Las Palmas de Gran Canaria |
|        | Valleseco        |                            |

### Transports
- GC-2
- Route Gáldar - Las Palmas de Gran Canaria

## Démographie

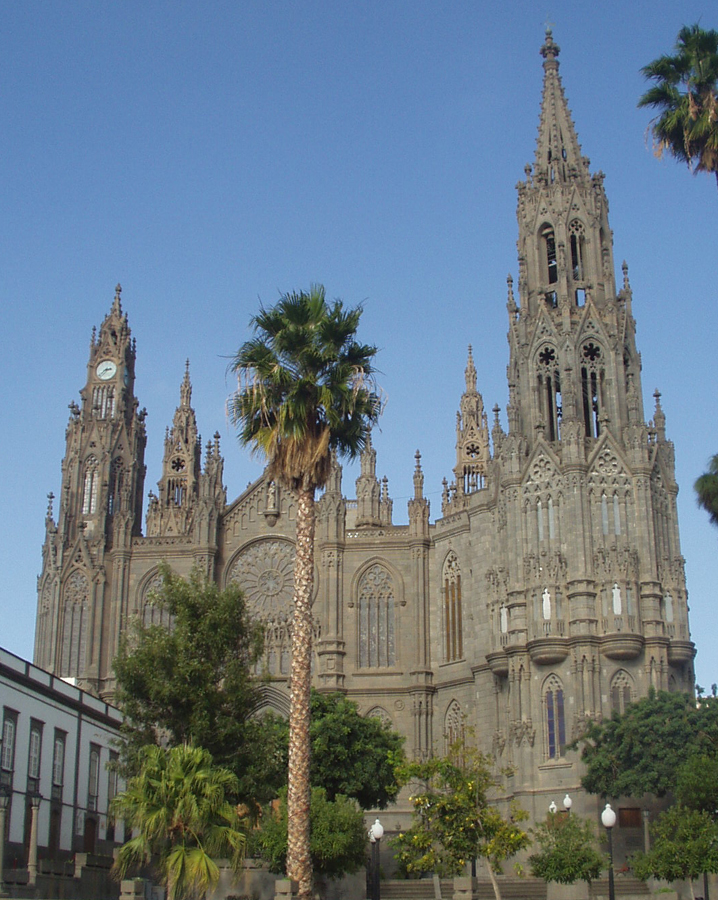
Église San Juan Bautista.

| Année | Population | Densité      |
| ----- | ---------- | ------------ |
| 1991  | 26 974     | 817,1/km²    |
| 1996  | 29 179     | 883,9/km²    |
| 2001  | 32 466     | 983,81/km²   |
| 2002  | 32 917     | 997,2/km²    |
| 2003  | 33 419     | 1.013,3/km²  |
| 2004  | 33 701     | 1.009,31/km² |
| 2005  | 34 245     | 1037,4/km²   |
| 2007  | 35 280     | 1068,8/km²   |
| 2008  | 35 542     | 1076,7/km²   |
| 2009  | 36 259     | 1098,4/km²   |

## Patrimoine
- L'église San Juan Bautista (Saint-Jean-Baptiste), de style néogothique, construite entre 1909 et 1917 en basalte noir.
- La distillerie de rhum Destilería Arehucas qui abrite un musée (Museo de Ron).
- Le parc municipal Parque Municipal qui abrite beaucoup de plantes endémiques des Canaries et exotiques.
- Le musée municipal qui retrace l'histoire de la ville.
- La montagne Montaña de Arucas. Depuis son sommet la vue s'étend jusqu'à Las Palmas.